# 14th Street – Union Square
14th Street – Union Square är en tunnelbanecentral i New Yorks tunnelbana. Samlingsstationen ligger vid 14th Street och Union Square. Den första linjen Lexington Avenue Line började trafikera stationen 1904. Broadway Line invigdes med egna plattformar och spår år 1917 samt 1924 tillkom Canarsie Line. 

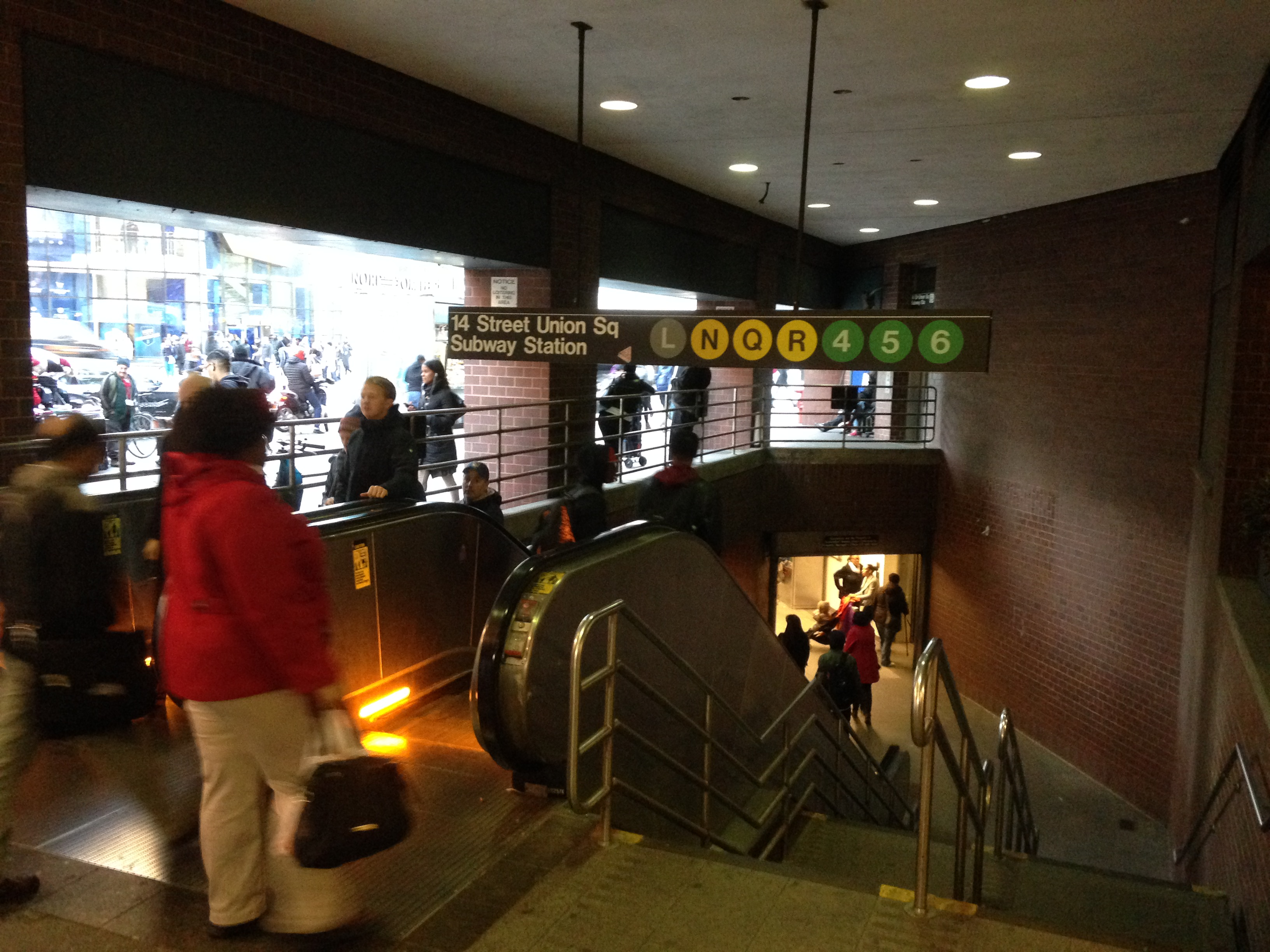
En av entréerna
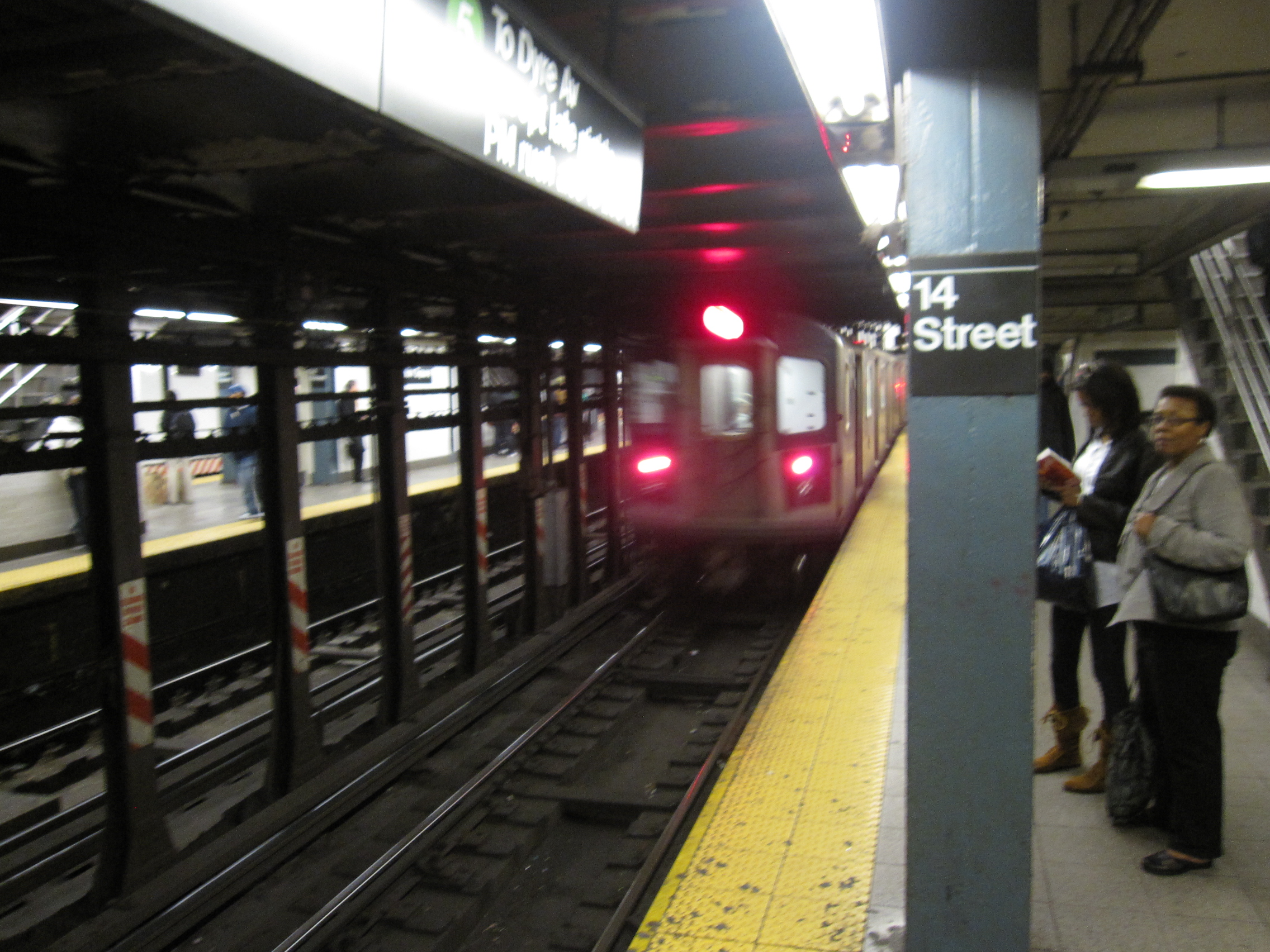
Lexington Avenue Line
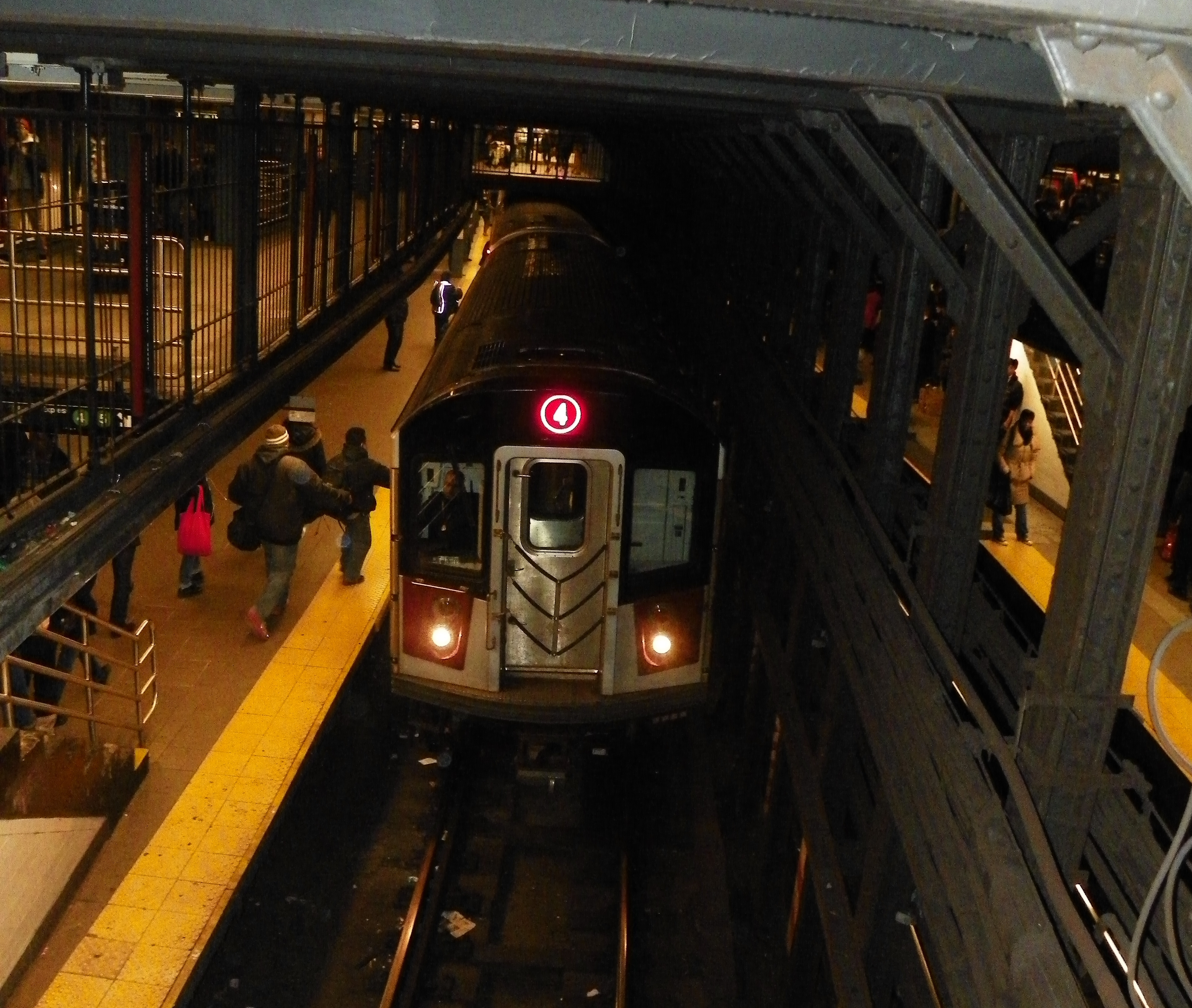
Lexington Avenue Line
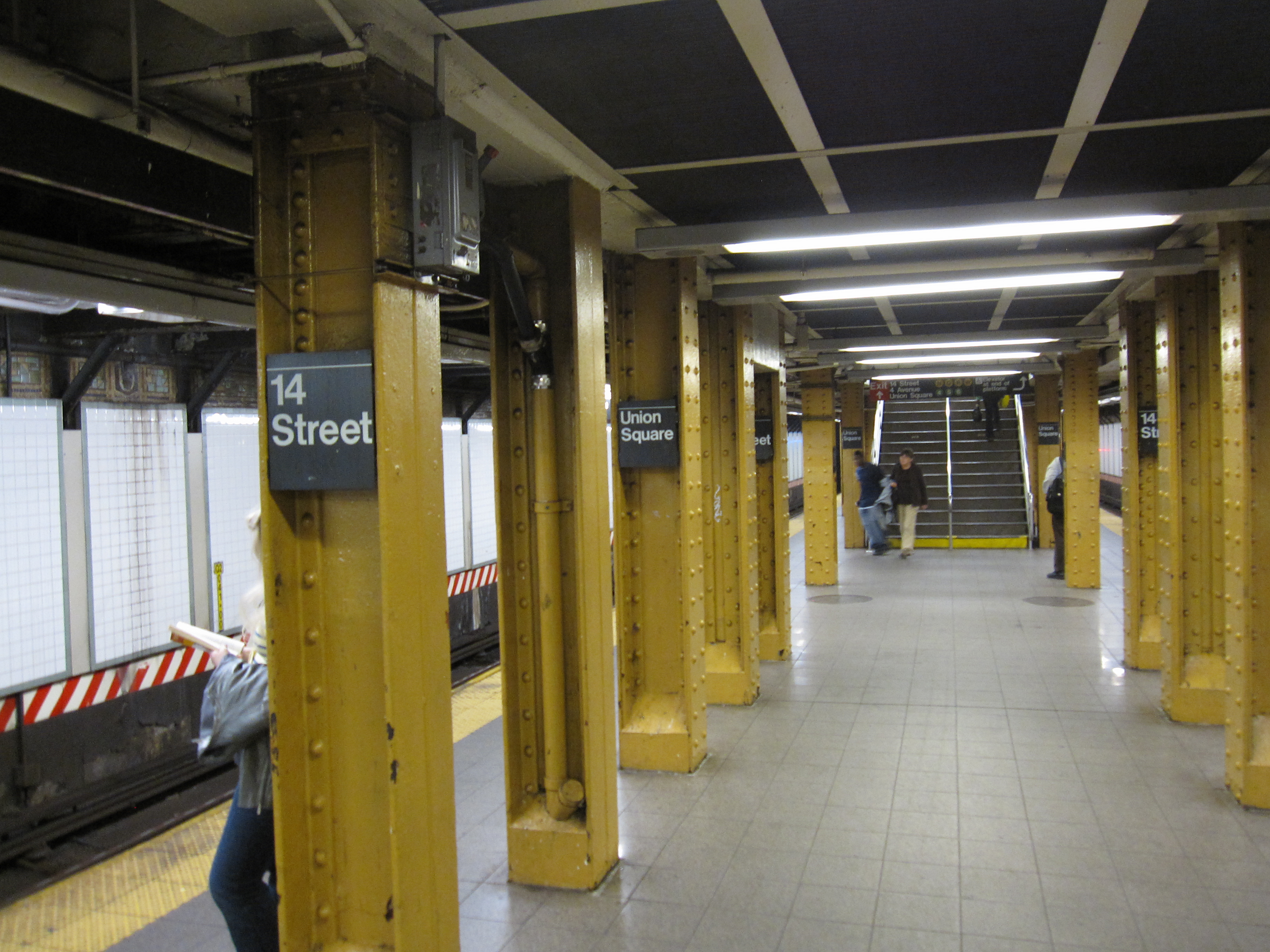
Canarsie Line
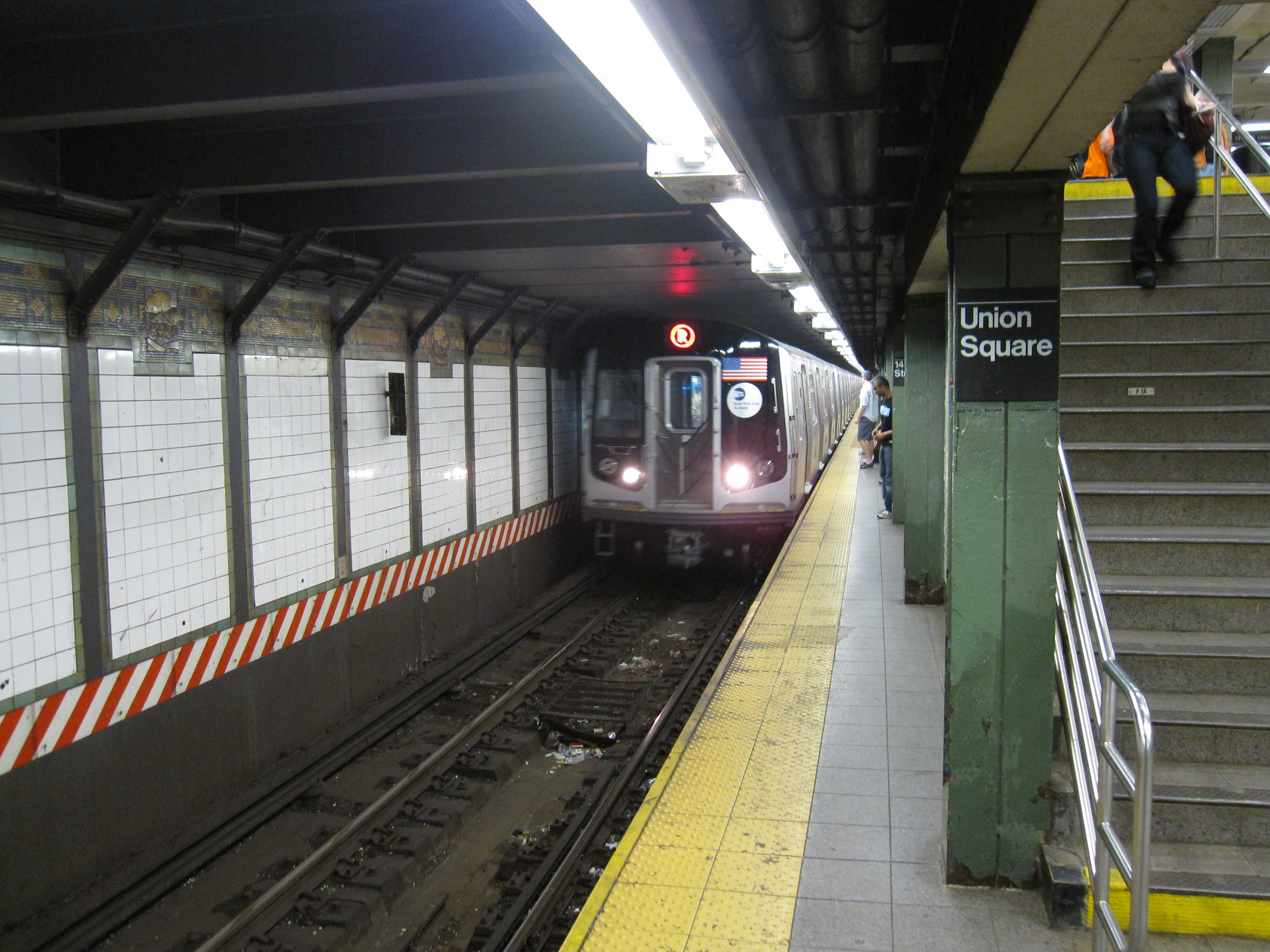
Broadway Line
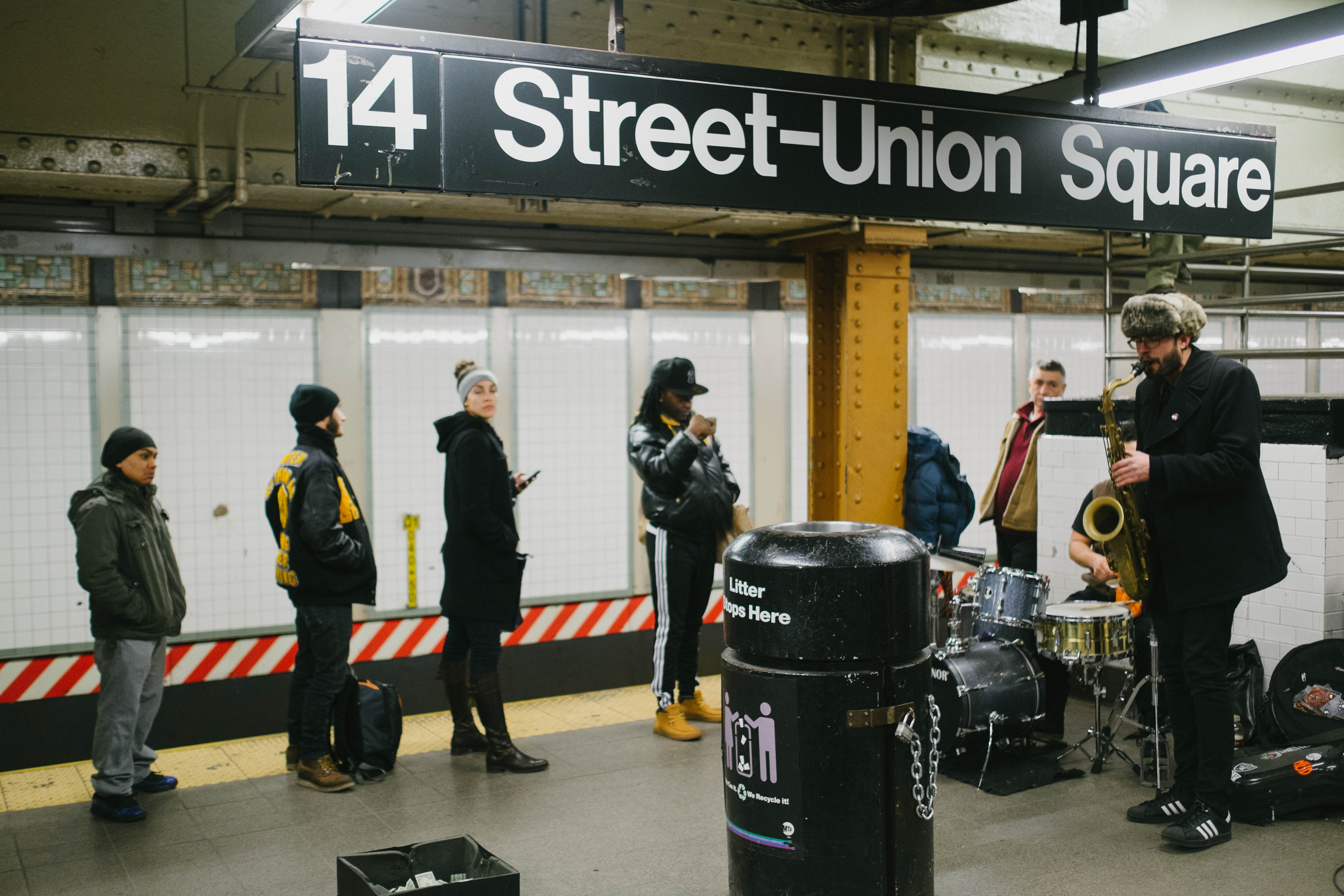
Canarsie Line
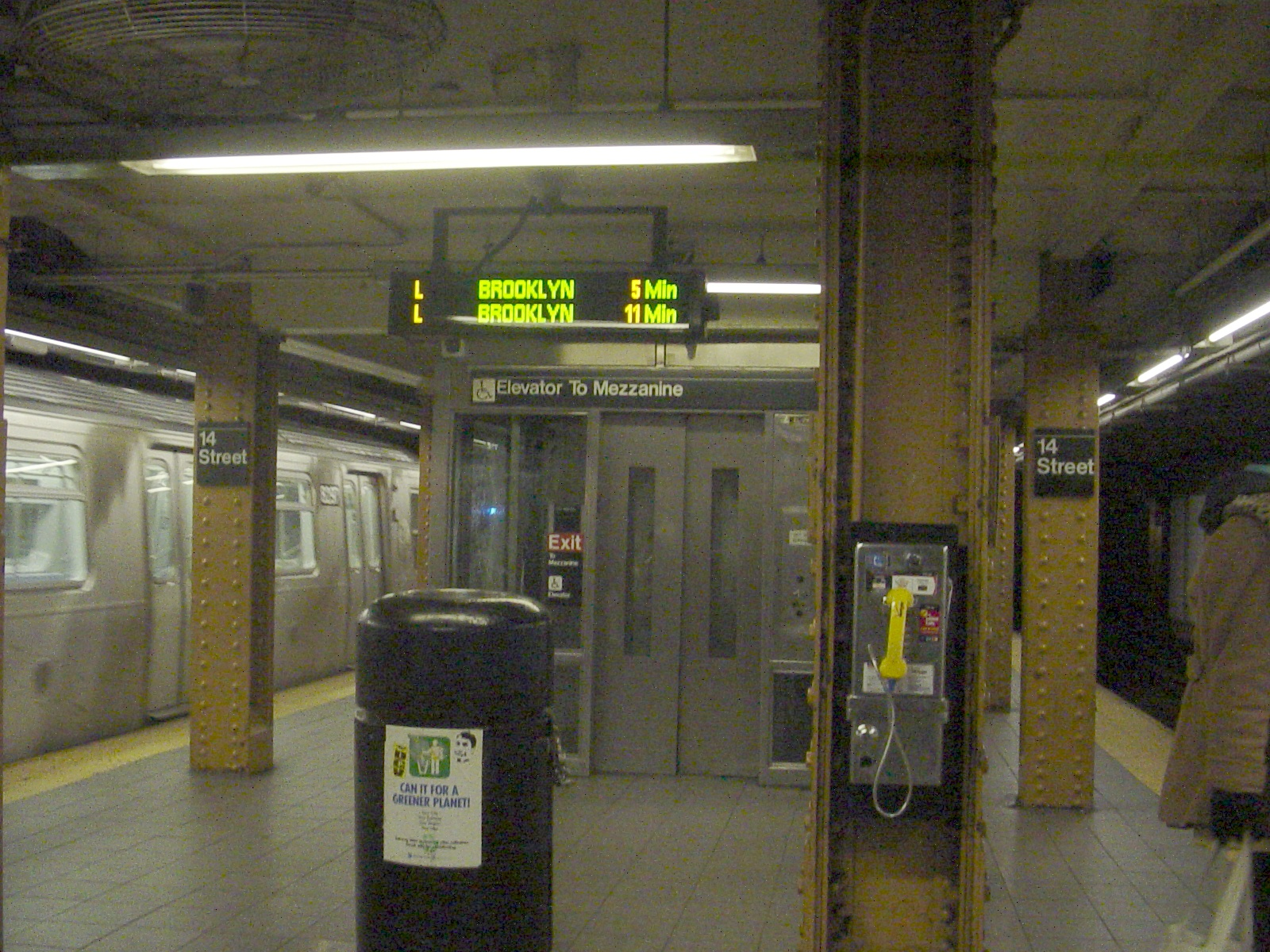
Canarsie Line